# Sub Pop 200
Sub Pop 200 — альбом-компиляция, выпущенный в ранний период становления гранж-сцены в Сиэтле, в декабре 1988 года.

## Об альбоме
Sub Pop 200 изначально был издан на 3 виниловых пластинках. Позже, в 1989 году вышло CD-переиздание (совместно с Tupelo Recording Company).
Сборник включает в себя композиции групп Tad, The Fluid, Nirvana, Steven Jesse Bernstein, Mudhoney, The Walkabouts, Terry Lee Hale, Soundgarden, Green River, Fastbacks, Blood Circus, Swallow, Chemistry Set, Girl Trouble, The Nights and Days, Cat Butt, Beat Happening, Screaming Trees, Steve Fisk, and The Thrown Ups. Бо́льшая часть из этих композиций либо впервые были выпущены на этой записи, либо вообще недоступные на других носителях).
Многие из упомянутых групп позже, в начале 1990-х стали достаточно влиятельны, в частности: Nirvana, Soundgarden, Green River (из которых вышли Mudhoney и Mother Love Bone, а позже — Temple of the Dog и Pearl Jam), Screaming Trees, Mudhoney.
На обложке — иллюстрация художника комиксов Чарльза Барнса, который регулярно рисовал обложки и постеры для Sub Pop в то время.

## Список композиций
1. Tad - "Sex God Missy"
2. The Fluid - "Is It Day I'm Seeing?"
3. Nirvana - "Spank Thru"
4. Steven J. Bernstein - "Come Out Tonight"
5. Mudhoney - "The Rose"
6. The Walkabouts - "Got No Chains"
7. Terry Lee Hale - "Dead Is Dead"
8. Soundgarden - "Sub Pop Rock City"
9. Green River - "Hangin' Tree"
10. Fastbacks - "Swallow My Pride"
11. Blood Circus - "The Outback"
12. Swallow - "Zoo"
13. Chemistry Set - "Underground"
14. Girl Trouble - "Gonna Find a Cave"
15. The Nights And Days - "Split"
16. Cat Butt - "Big Cigar"
17. Beat Happening - "Pajama Party in a Haunted Hive"
18. Screaming Trees - "Love or Confusion" (кавер-версия на композицию Джимми Хендрикса)
19. Steve Fisk - "Untitled"
20. The Thrown Ups - "You Lost It"